# Йотунгейм
Йотунгейм (давньоскан. Jotunheimr — «Світ Велетнів») — це один з дев'яти світів у скандинавській міфології, населений велетнями (двох типів: кам'яними та крижаними, що мають спільну назву йотунів у скандинавській міфології), править ним Король Трюм. Вони загрожують людям, які населяють Мідгард, та богам, які живуть в Асгарді (від якого їх відділяє річка Івінг). Головним містом Йотунгейму є Утгард. Гастропнір, помешкання Менглад, та Трюмгейм, помешкання Тьацці, розташовані обидва в Йотунгеймі.